# Josephine Teo

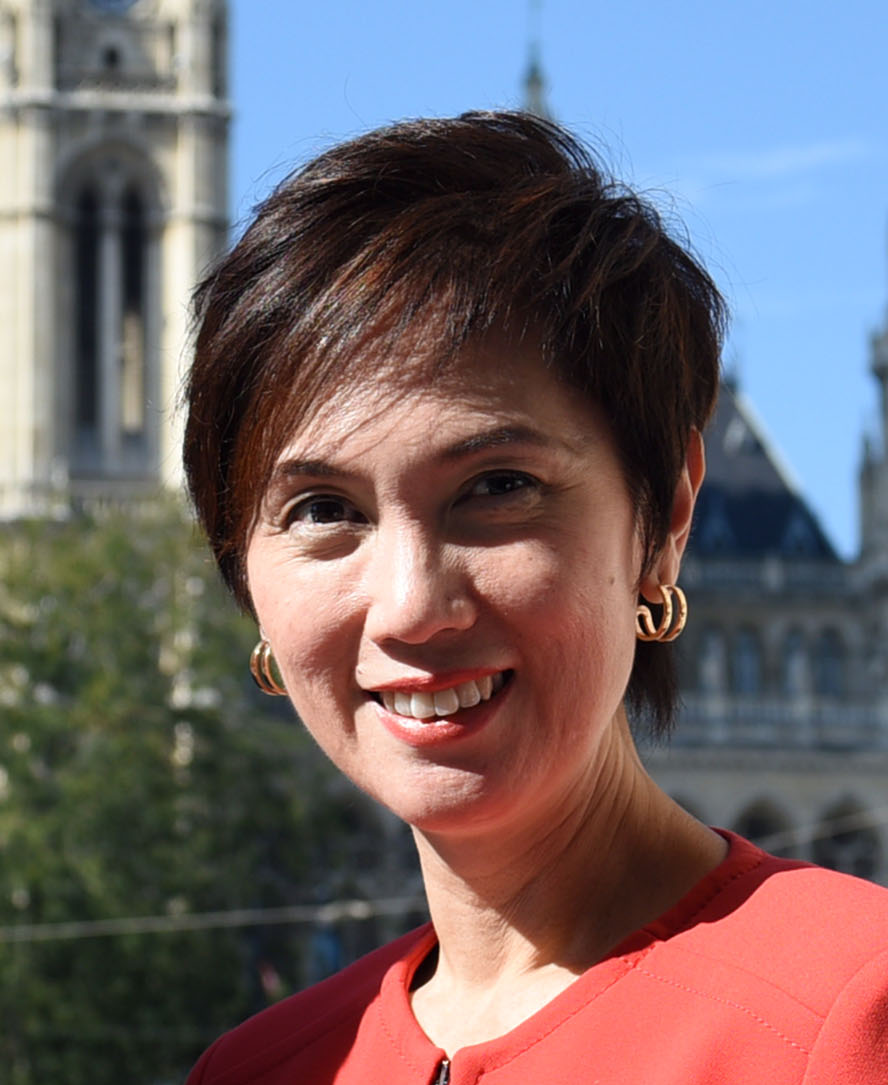
Josephine Teo (2016)

Josephine Teo Li Min (Geburtsname: Yong Li Min; chinesisch 杨莉明, Tamil ஜோஸஃபின் டியோ; * 8. Juli 1968) ist eine Politikerin der People’s Action Party (PAP) in Singapur, die seit 2006 Mitglied des Parlaments ist sowie mehrmals Ministerin war. Derzeit ist sie seit 2018 Ministerin für Arbeitskräfte sowie seit 2017 Zweite Innenministerin.

## Leben
Josephine Teo Li Min absolvierte nach dem Besuch der Dunman High School sowie des Raffles Junior College ein Studium an der National University of Singapore. 1990 wurde sie als beste Studentin mit dem Rachel Meyer Book Prize ausgezeichnet. Nach dem Abschluss mit einem Bachelor of Arts 1990 erwarb sie 1991 einen Bachelor of Science (B.Sc. Social Science) und begann darauf mit Unterstützung durch ein Stipendium der Behörde für Wirtschaftsentwicklung ein postgraduales Studium im Fach Wirtschaftswissenschaften an der London School of Economics and Political Science (LSE), das sie 1992 mit einem Master of Science (M.Sc. Economics) beendete. Danach war sie von 1992 bis 2002 selbst Mitarbeiterin der Behörde für Wirtschaftsentwicklung EDB (Economic Development Board) und arbeitete zwischenzeitlich auch im Suzhou Industrial Park, eine gemeinsam von der Volksrepublik China und Singapur betriebene Wirtschaftszone in Suzhou. Danach begann sie 2002 eine Tätigkeit für die Agentur für Wissenschaft, Technologie und Forschung A*STAR (Agency for Science, Technology and Research) und wurde 2005 Assistierende Generalsekretärin des Nationalen Gewerkschaftskongresses NTUC (National Trades Union Congress). 
Am 27. April 2006 wurde Josephine Teo für die People’s Action Party (PAP) erstmals im Gruppenvertretungswahlkreis (Group Representation Constituency) Bishan-Toa Payoh GRC erstmals Mitglied des Parlaments und vertritt diesen Wahlkreis seither. Während ihrer langjährigen Parlamentszugehörigkeit war sie Mitglied zahlreicher Ausschüsse. Sie fungierte zeitweilig als Vorsitzende des Gemeinsamen Bildungsausschusses von Regierung und Parlament sowie als Vertreterin der Gewerkschaften in dem von der Regierung ernannten Ausschuss für Wirtschaftsstrategien und Co-Vorsitzende von dessen Unterausschuss zur Förderung integrativen Wachstums. Ferner war sie Chief Executive Officer (CEO) von Business China, eine Non-Profit-Organisation zur Stärkung der zwischenstaatlichen kulturellen Stiftungen Singapurs in China.
Am 21. Mai 2011 übernahm Josephine Teo erstmals ein Amt in der Regierung und bekleidete zwischen dem 21. Mai 2011 und dem 31. August 2013 die Posten als Staatsministerin im Verkehrsministerium sowie als Staatsministerin im Finanzministerium im Kabinett von Premierminister Lee Hsien Loong. Im Anschluss war sie vom 1. September 2013 bis 30. September 2015 Senior-Staatsministerin im Finanzministerium sowie zugleich zwischen dem 1. September 2013 und dem 30. April 2017 Senior-Staatsministerin im Verkehrsministerium. Sie übernahm vom 1. Oktober 2015 bis zum 30. April 2017 ferner zeitgleich die Ämter als Senior-Staatsministerin im Außenministerium sowie als Senior-Staatsministerin im Amt des Premierministers. Danach fungierte sie zwischen dem 1. Mai und dem 10. September 2017 als Zweite Außenministerin sowie daneben vom 1. Mai 2017 bis zum 30. April 2018 als Zweite Ministerin für Arbeitskräfte und zugleich vom 1. Mai 2017 bis zum 30. April 2018 als Ministerin im Amt des Premierministers.
Seit dem 11. September 2017 ist Josephine Teo Zweite Innenministerin (Second Minister for Home Affairs) sowie seit dem 1. Mai 2018 Ministerin für Arbeitskräfte (Minister for Manpower).
Aus ihrer Ehe mit Teo Eng Cheong gingen drei Kinder hervor.